# 1391 Carelia
1391 Carelia este un asteroid din centura principală, descoperit pe 16 februarie 1936, de Yrjö Väisälä.